# Chery QQ Ice Cream
La Chery QQ Ice Cream (chinois : 奇瑞QQ冰淇淋 ; pinyin : Qíruì QQ Bīngqílín) est une micro voiture électrique qui produite par Chery Automobile à partir de 2021.

## Aperçu
La Chery QQ Ice Cream a été présentée pour la première fois en juillet 2021 dans une enveloppe de camouflage sur le thème de la crème glacée et a été décrite comme un SUV par le constructeur automobile. La QQ Ice Cream a ensuite été révélée en août au salon de l'auto de Chengdu en tant que quatrième nouvelle plaque signalétique de la gamme de petite voiture Chery QQ, destinée à être une concurrente de la Wuling Hongguang Mini EV légèrement plus petite et de forme similaire. La QQ Ice Cream est commercialisée pour les femmes acheteuses de voitures et une variante pour sociétés de covoiturage devrait être proposée. La QQ Ice Cream devrait être vendue avec un prix de départ de 30 000 ¥ (4 655 $) et sera l'un des véhicules électriques les moins chers en vente en Chine,.

La QQ Ice Cream est le premier véhicule de Chery à utiliser la technologie iCar Ecology du constructeur automobile, qui a signé des accords avec le fabricant d'électronique chinois Haier et la société de cloud computing Alibaba Cloud pour développer des services Internet des objets basés sur le cloud et connecter la voiture à des appareils connectés à Internet. à la maison ou au bureau ainsi que les entreprises à proximité.

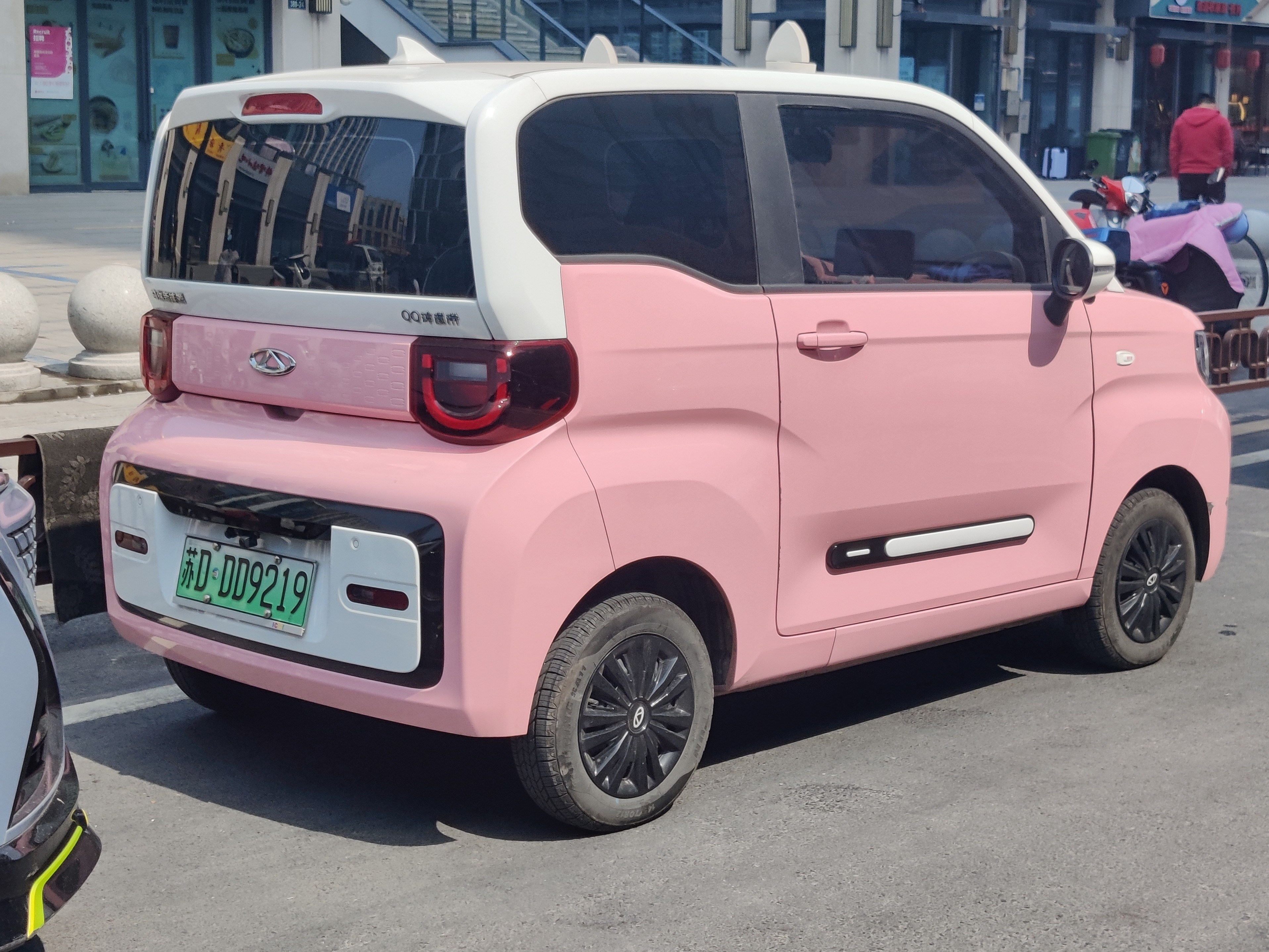
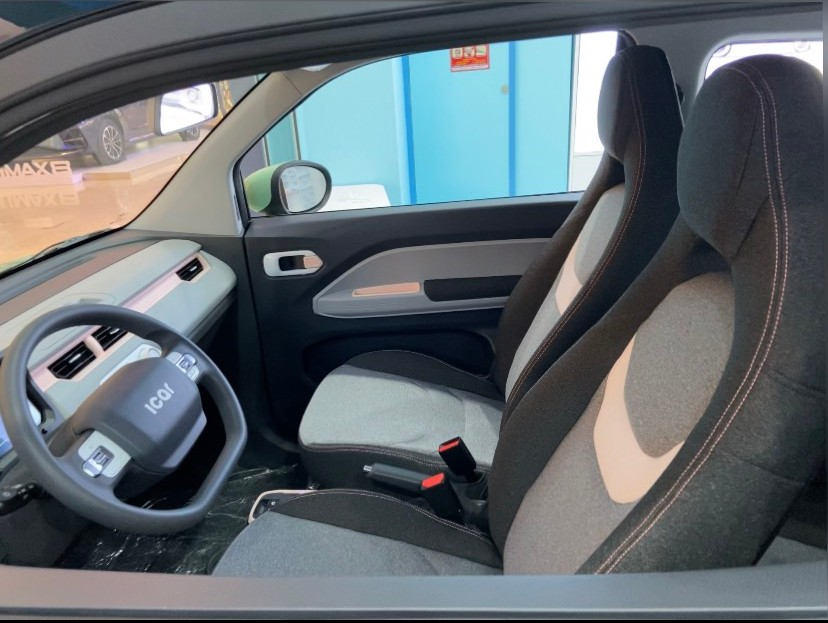

## Caractéristiques
La Chery QQ Ice Cream est alimentée par un moteur électrique TZ160XFDM13A de 27 ch de Chery, qui utilise un accumulateur lithium-fer-phosphate. La voiture a une autonomie électrique d'environ 175 km (109 mi) et une vitesse de pointe de 100 km (62 mi).

## Concepts
Au salon de l'auto de Chengdu, aux côtés de la QQ Ice Cream, Chery a présenté un concept sur le thème de la course basé sur la QQ Ice Cream, appelé Chery QQ Ice Cream Lightning Edition. Elle comporte des composants tels qu'un grand aileron arrière, extensions d'aile, jupes latérales, diffuseur, roues turboréacteur à double flux et calandre modifiée.